# Týnec nad Sázavou
Týnec nad Sázavou (niem. Teinitz) − miasto w Czechach, w kraju środkowoczeskim. Według danych Czeskiego Urzędu Statystycznego z dnia 1 stycznia 2023 liczyło 5 731 mieszkańców.

## Demografia
| Rok             | 1970  | 1980  | 1991  | 2001  | 2003  | 2017  |
| --------------- | ----- | ----- | ----- | ----- | ----- | ----- |
| Liczba ludności | 4 790 | 5 473 | 5 249 | 5 213 | 5 165 | 5 686 |

Źródło: Czeski Urząd Statystyczny